# 水夢

『水夢』（みずゆめ）とは2005年11月に、gooブロードバンドナビで有料公開されたウェブドラマである。

## あらすじ
主人公の女子高生、沙希はアパートで一人暮らし。隣部屋に住む老女が失踪し、老女の部屋の床には人間の形状に水溜りが残っていた。
老女の部屋の片付けを引き受けた沙希は、老女が公園の水道水を「若返り水」として通販し、大儲けしていることを知る。その通販を引き継いだ沙希も大金を手にするが、ある日鏡を見ると。

## キャスト
- 田口沙希 - 黒木メイサ
- 松下園美 - 安間里恵
- 松本悟 - 浜谷康幸
- 大家 - 二宮和加子
- 老婆 - かとうあつき
- 巡査 - 橋本生明
- 配達員 - 東徹次郎
- 子ども - 山内翔平、藤田洸斗

## スタッフ
- 監督：高明
- 脚本：大林基（ドラマデザイン）
- プロデューサー：山本和夫（ドラマデザイン）、本島章雄
- 企画：NTTレゾナント（淵上英敏）
- 企画協力：スウィートパワー
- 製作：ドラマデザイン

## データ
- 2005年02月24日-25日。東京都三鷹市付近での収録
- 上映時間 本編 38分。メイキング 16分
- 送信スペック 640x480画素 1Mbps

## DVD
- DVDの発売は2013年6月現在、確認されていない。

## 収録エピソード
公開時は、同時にメイキング映像も配信され、転んだり、スタッフにからかわれる当時16歳の幼い黒木メイサの姿が見られた。
ロケ初日の夜、東京は大雪で、初日と2日目の風景が大きく異なってしまい、対応に追われるスタッフらの傍で、東京に来て雪を見て喜ぶ黒木メイサの姿などが見られた。